# 高普
高普（?—?），字德广，北齐皇族，高欢族子，平秦王高归彦侄，高归義之子。渤海郡蓨县（治今河北景县）人。北朝齐武成帝、齐后主时尚书左仆射、尚书令。

## 生平
高普性宽和大度，九岁时随高归彦从河州入洛陽。高欢让高普和自己的儿子一起成长。東魏武定末年，担任安南将軍、太子左衛率。
北齐天保元年（550年）六月，高洋封他为武興郡王。河清三年三月庚辰（564年4月18日），高湛任命他为尚書左僕射。
天统二年五月乙亥（566年6月2日），高纬任命他为尚書令。武平二年（571年），进位为司空。武平四年四月戊午（573年6月8日），转任司徒。武平六年（575年）閏八月以後为豫州道行台・尚書令。
隆化元年（576年）十二月，齐后主奔鄴，加高普为太宰。周軍进逼，高普投降北周，在長安（今陕西西安）去世。追贈上開府・豫州刺史。

## 延伸阅读
[在维基数据编辑]
 《北齊書/卷14》，出自李百药《北齊書》